# 寧安公主
寧安公主名朱祿媜（1539年5月29日—1607年7月5日），明朝公主，明世宗第三女，生母曹端妃，後母沈貴妃。

## 生平
朱祿媜在生母曹端妃死後，由庶母沈貴妃抚养成人。
嘉靖三十四年，下嫁李和，生子李承恩。後累进为大长公主。

## 圹志
|  | 宁安大长公主圹志： 公主讳禄媜，世宗肃皇帝第三女也，母端妃曹氏。生于嘉靖己亥五月十三日。迨乙卯二月封宁安公主，以驸马都尉李和尚之。隆庆改元，进封长公主。今上登大宝，进封大长公主。 主性端重，不妄颦笑，虽托体宫闱，而执心逊顺，肃雍静穆象之人咸宜之。自厘降以逮今，终如一日。先是都尉卒，上官其子总帅，恩礼有加。至万历丁未闰六月十二日薨逝，年六十九。上闻哀悼，辍朝一日，慈圣皇太后以下皆致祭，以万历戊申三月初十日，奉敕合葬于翠微山之原。朝一生男一：承恩，锦衣卫都指挥使。女孙一，尚幼。 呜呼！主禀灵宸极，毓秀紫微，掖其徽音，庶族钦其淑德。妇顺母仪，焉备矣。潘岳祈云：国之仁妇，家之慈母，非耶？故事国有大事，有司治办，儒臣载笔，以识岁月礼也。于是上命经理其兆域，而属臣为之志。 |